# Leopold Klieeisen
Leopold Klieeisen (* 1996) ist ein deutscher Film- und Theaterschauspieler.

## Leben
Klieeisen kam mit zehn Jahren ans Junge Theater Bonn, wo er 2009 mit der Rolle des kleinen Prinzen im gleichnamigen Werk sein Debüt gab. Bis 2013 folgten weitere Auftritte in den Klassikern Momo, Huckleberry Finn und Emil und die Detektive und in Nichts – Was im Leben wichtig ist. 2012 wirkte Klieeisen erstmals in einem Kinofilm mit, als er in Hanni & Nanni 3 die Rolle des Austauschschülers Clyde übernahm, in den sich sowohl Hanni als auch Nanni verlieben. 2014 spielte er im Fernsehfilm Die Auserwählten, der sich mit der Thematik der Missbrauchsfälle an der Odenwaldschule beschäftigt, die Rolle eines Schülers des Internats.

## Filmografie (Auswahl)
- 2010: Der magische Umhang
- 2013: Hanni & Nanni 3
- 2014: Die Auserwählten
- 2014: Zwei Gesichter
- 2015–2023: Checkpoint (Serie)
- 2017: Der Lehrer – Ich bin vor allem besser im Gehen als im Bleiben
- 2017: Notruf Hafenkante – 666
- 2017: SOKO München – Der Querulant